# Alerião

Representação heráldica de um Alerião

Um alerião é uma ave mitológica, de dimensões ligeiramente inferiores a uma águia que viveria no vale do rio Indo. Trata-se de uma figura frequentemente utilizada em heráldica e é representado como uma águia sem bico e sem patas.
A sua designação poderá vir do termo latino «aquilario», diminuitivo de «aquila» (em português águia).

## Utilização heráldica

Brasão dos Duques de Lorena

Como referimos, o alerião era uma figura frequentemente utilizada em heráldica. O exemplo mais conhecido é o do brasão dos Duques Soberanos de Lorena, estado que só em 1766 foi formalmente integrado na França.
A descrição heráldica desse brasão será:  de ouro, com uma banda de gules, carregada com três aleriões de prata, colocados no sentido da banda. Acredita-se que a Casa da Lorena terá adoptado essa ave uma vez que em francês «alérion» é um anagrama de «Loreina» 